# Лунде-Боргерсен, Кристин
Кристин «Кикки» Лунде-Боргерсен (норв. Kristine «Kikki» Lunde-Borgersen; род. 30 марта 1980, Кристиансанн) — норвежская гандболистка, игравшая на позиции разыгрывающей. Сестра-близнец Катрин Лунде Харальдсен (родилась на 3 минуты позже), также великой гандболистки. Четырёхкратная чемпионка Европы, чемпионка мира и двукратная чемпионка Олимпийских игр.

## Биография

### Клубная карьера
Воспитанница школы клуба «Хонес». Выступала за свою карьеру в норвежских клубах «Кристиансанн» и «Вог», а также в датских «Ольборг» и «Виборг». Победительница Лиги чемпионов ЕХФ в составе «Виборга» сезонов 2008/2009 и 2009/2010. Собиралась продолжить карьеру в австрийском клубе «Хипо Нидеростеррайх», однако после срыва переговоров вернулась в «Вог Вайперс». Завершила карьеру в 2015 году, работает в настоящее время тренером в Кристиансанде.

### Карьера в сборной
Сыграла 181 игру и забила 496 голов. Четырежды становилась чемпионкой Европы (2004, 2006, 2008 и 2010 годы), побеждала на чемпионате мира 2011 года и на Олимпийских играх 2008 и 2012 годов. На чемпионате Европы 2008 года стала самым ценным игроком, лучшим плеймейкером и попала благодаря этому в символическую сборную.

### Семья
3 июля 2009 вышла замуж за Оле М. Боргерсена. Свадьба состоялась в Виборгском соборе. Воспитывает троих детей.